# Eugène de Wurtemberg (1788-1857)
Eugène de Wurtemberg, né le 8 janvier 1788 à Œls et décédé le 16 septembre 1857 à Bad Carlsruhe, est un général d'infanterie de l'armée impériale russe.

## Carrière militaire
Présenté enfant à la cour, il commence à 19 ans sa carrière dans l'armée russe à la bataille de Pultusk et y reçoit l'ordre de Saint-Georges de 4e classe le 26 février 1807 N°726 « Une belle récompense de courage et de bravoure, rendu lors de la bataille contre les Français le 14 décembre à Pulstuk... sous le feu ennemi avec zèle et bravoure ». Il est fait commandant de la 4e division d'infanterie le 27 mai 1811, puis d'un corps en 1812. Bien que parent du roi de Wurtemberg Frédéric, allié de la France, Eugène de Wurtemberg participe à la bataille de la Moskova du côté russe. Le 20 octobre 1812 il reçoit l'ordre de Saint-Georges de 3e classe.
En 1813, il joue un rôle de premier plan aux batailles de Bautzen et de Dresde. Il résiste aux forces du général Vandamme à la bataille de Kulm et tient un village lors de la bataille de Leipzig. Il reçoit l'ordre de St-Georges de seconde classe. Il entre en France en 1814 et participe aux batailles de Bar-sur-Aube, Arcis-sur-Aube et Paris.
Il participe à la guerre russo-turque de 1828-1829 où il est blessé lors de la prise d'un camp fortifié le 18 septembre 1828.

## Biographie
Eugène de Wurtemberg est le petit-fils du duc Frédéric II de Wurtemberg et fils d'Eugène-Frédéric de Wurtemberg et de Louise de Saxe-Meiningen. Il appartient à la troisième branche dite première lignée ducale, elle-même issue de la première branche dite branche aînée de la maison de Wurtemberg. Cette troisième branche s'éteignit en 1903. Il est le neveu de Maria Féodorovna de Wurtemberg, l'épouse de Paul Ier de Russie.
Eugène de Wurtemberg épouse en 1817 Mathilde de Waldeck-Pyrmont (1801-1825). Les enfants sont :
- Marie de Wurtemberg (1818-1888), en 1845. Elle épouse le landgrave Charles II de Hesse-Philippsthal (mort en 1868)
- Eugène-Guillaume de Wurtemberg

En 1827, il épouse la princesse Hélène de Hohenlohe-Langenbourg (1807-1880). Quatre enfants sont nés de cette union :
- Guillaume-Nicolas de Wurtemberg (1825-1896)
- Alexandrine-Mathilde de Wurtemberg (1829-1913)
- Nicolas de Wurtemberg, duc de Wurtemberg
- Agnès de Wurtemberg (1833-1886), elle épouse en 1858 Henri XIV Reuss branche cadette (1832-1913)